# موتور اتحاد یک
موتور اتحاد یک یک منطقهٔ مسکونی در ایران است که در دهستان دشتاب واقع شده‌است. موتور اتحاد یک ۴۹ نفر جمعیت دارد.